# Церковь Николая Чудотворца (Лосино-Петровский)
Церковь Николая Чудотворца (Никольская церковь в Лосино-Петровском) — храм Русской православной церкви в городе Лосино-Петровском Московской области.
Адрес: Московская область, город Лосино-Петровский, улица Нагорная, 10.

## История
О строительстве новой церкви перед императором Александром I ходатайствовали рабочие Лосинового завода, основанного ещё Петром I в 1708 году. Ходатайство было удовлетворено и 22 июня 1820 года прошла церемония закладки здания церкви в память Святителя Николая. Возведен храм был в августе 1822 года по проекту архитектора Овчинникова. О строительстве храма внутри здания имеется памятная доска, где говорится, что церковь была построена по просьбе рабочих завода и по благословению митрополита Московского и Коломенского Серафима. Освящение церкви провёл митрополит Московский Филарет (Дроздов).
В течение последующих более тридцати лет храм перестраивался: в 1844—1854 годах была сооружена трапезная с приделами великомученика Пантелеимона и преподобного Сергия Радонежского; отлитый новый колокол весом в 400 пудов побудил в 1848 году построить колокольню бо́льших размеров (вместо двухъярусной она стала четырёхъярусной), которая дошла до наших дней. В итоге, кроме главного, Никольского алтаря, в храме имеется ещё четыре придела, освящённых в честь великомученика Пантелеимона, преподобного Сергия Радонежского, благоверного князя Александра Невского и иконы Божией Матери «Всех Скорбящих Радость». Таким образом, лосино-петровская церковь Николая Чудотворца представляет собой четырёхстолпный храм, увенчанный световой купольной ротондой, с боковыми портиками дорического ордера, а также четырёхстолпной трапезной и многоярусной колокольней с часовым механизмом. В таком виде в 1896 году храм был освящён праведным Иоанном Кронштадтским.
В советское время церковь не закрывалась. Она является объектом культурного наследия регионального значения (ранее памятником истории и культуры местного значения, Постановление СМ РСФСР от 30.08.1960 г. № 1327, Приложение № 2) и имеет статус городского собора. При церкви работает воскресная школа.
Настоятелем храма в настоящее время является священник Павел Галушко.